# Anna Maria van Breugel
Anna Maria van Breugel ('s-Hertogenbosch, 13 februari 1714 - Utrecht, 15 januari 1766) was de vrouw van de Utrechtse burgemeester aan wie verscheidene gedichten gewijd werden na haar overlijden.

## Biografie
Van Breugel, lid van de familie Van Breugel, werd geboren als dochter van de Bossche pensionaris mr. Joan Festus van Breugel (1670-1719) en Judith DuPeyrou (1680-1728). Zij trouwde in 1739 met mr. Henrik van Asch van Wijck, heer van Prattenburg (1707-1784), onder andere raad, schepen en burgemeester van Utrecht en lid van de familie Van Asch van Wijck. Zij was de grootmoeder van onder anderen jhr. mr. Hubert Matthijs Adriaan Jan van Asch van Wijck, heer van Prattenburg (1774-1843), stamvader van het adellijke geslacht.
Toen zij in 1766 overleed en daarna in de Buurkerk werd begraven verschenen er de Lyk-zangen, op het zalig afsterven van de wel-edele geborene vrouwe Anna Maria van Breugel; huisvrouw van den wel-edelen geboren heer mr. Hendrick van Asch van Wyck, raad en borgemeester der stad Utrecht, &c. &c. Godvruchtig in den Heere ontslapen, den 15. van louwmaand, des jaars 1766. Deze lijkzangen bestaan uit drie zangen. Het begon met een "lyk-klacht" geschreven door de dichter Joh. van Stuyvesant, gevolgd door het In obitum optimae matronae in het Latijn van  Carolus Segaar (1724-1803) en sloot af met een lange zang van haar zoon Michiel Antonij van Asch van Wijck, heer van Prattenburg (1742-1804). De lijkzangen werden gedrukt bij Abraham van Paddenburg te Utrecht.
Deze lijkzangen werden onder andere toegezonden aan de Utrechtse dichteres Lucretia Christina van Schoonhoven-van Bochoven (1718-1772). Daarna dichtte die laatste voor de weduwnaar de Dankzegginge aan den wel-edelen groot-achtbaaren heere mr. Hendrick van Asch van Wyck ... voor de ontfangene lyk-zangen, op het godvrugtig afsterven van zyn ... echtgenote ... Anna Maria van Breugel. zalig in den Heere ontslaapen binnen Utrecht den 15. van louwmaand 1766; ook deze dankzegging werd gedrukt bij de genoemde Abraham van Paddenburg.